# Audrey Albié

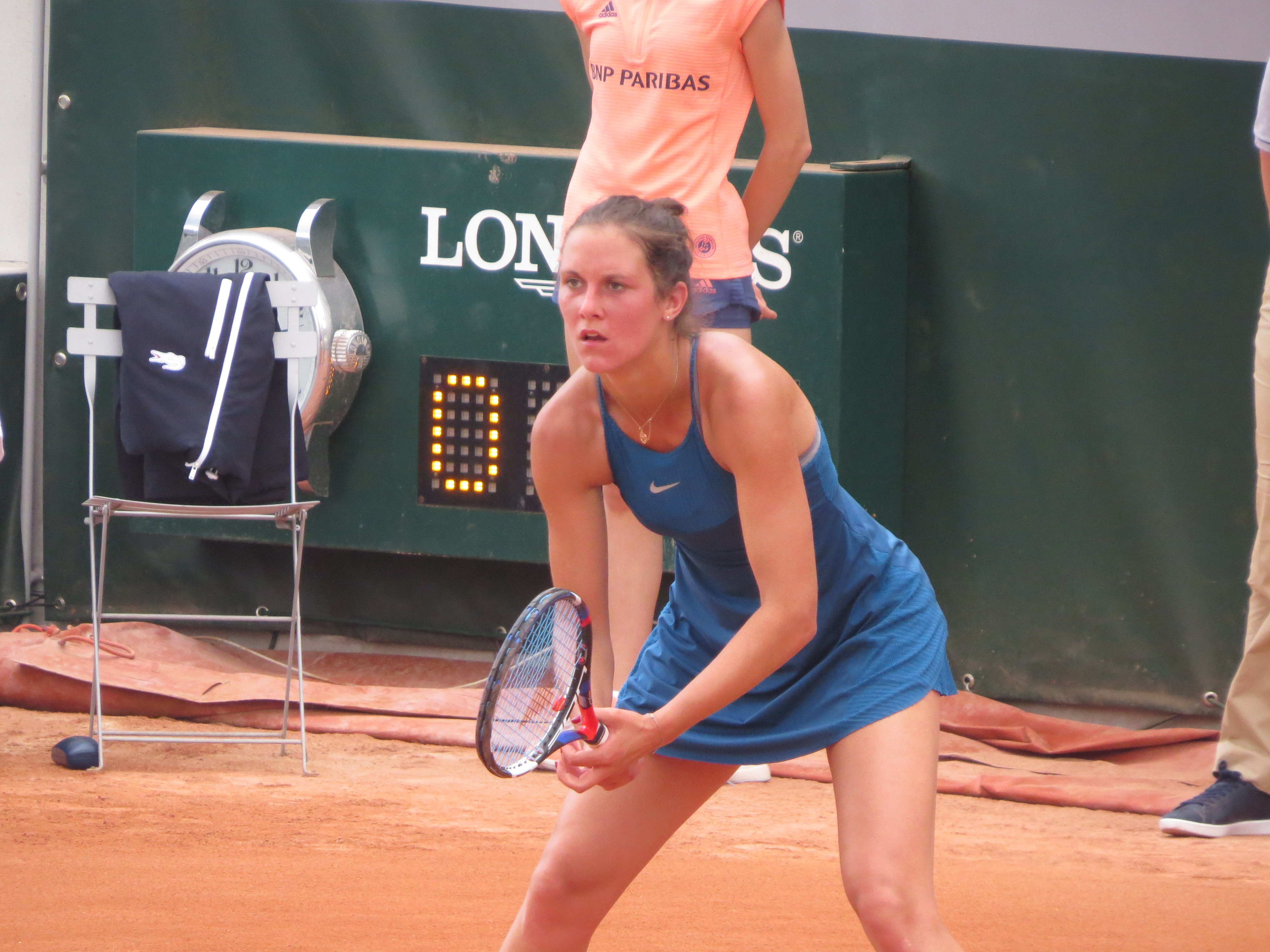
Roland Garros 2018 (kwalificatie)

Audrey Albié (Sarlat-la-Canéda, 24 oktober 1994) is een tennisspeelster uit Frankrijk. Albié begon op achtjarige leeftijd met tennis. Haar favoriete ondergrond is hardcourt. Zij speelt rechtshandig en heeft een tweehandige backhand.

## Loopbaan
In 2017 kreeg Albié samen met Harmony Tan een wildcard voor het damesdubbelspeltoernooi van Roland Garros, waarmee zij haar grandslamdebuut maakte.
In 2019 debuteerde zij ook in het enkelspel op Roland Garros, op basis van een wildcard.

## Posities op deWTA-ranglijst
Positie per einde seizoen:
| jaar | rang enkelspel | rang dubbelspel |
| ---- | -------------- | --------------- |
| 2013 | 690            | –               |
| 2014 | 659            | 748             |
| 2015 | 797            | 696             |
| 2016 | 504            | 494             |
| 2017 | 328            | 641             |
| 2018 | 393            | 603             |
| 2019 | 310            | 615             |
| 2020 | 393            | 516             |
| 2021 | 430            | 243             |
| 2022 | 314            | 466             |

## Resultaten grandslamtoernooien
| Legenda | Legenda                          |
| ------- | -------------------------------- |
| g.t.    | geen toernooi gehouden           |
| l.c.    | lagere categorie                 |
| –       | niet deelgenomen                 |
| G       | uitgeschakeld in de groepsfase   |
| 1R      | uitgeschakeld in de eerste ronde |
| 2R      | uitgeschakeld in de tweede ronde |
| 3R      | uitgeschakeld in de derde ronde  |
| 4R      | uitgeschakeld in de vierde ronde |
| KF      | uitgeschakeld in de kwartfinale  |
| HF      | uitgeschakeld in de halve finale |
| F       | de finale verloren               |
| W       | het toernooi gewonnen            |
| w-v     | winst/verlies-balans             |

### Enkelspel
| toernooi        | 2019 |
| --------------- | ---- |
| Australian Open | –    |
| Roland Garros   | 1R   |
| Wimbledon       | –    |
| US Open         | –    |

### Vrouwendubbelspel
| toernooi        | 2017 |
| --------------- | ---- |
| Australian Open | –    |
| Roland Garros   | 1R   |
| Wimbledon       | –    |
| US Open         | –    |